# Iscadia diopis
Iscadia diopis är en fjärilsart som beskrevs av George Francis Hampson 1905. Iscadia diopis ingår i släktet Iscadia och familjen trågspinnare. Inga underarter finns listade i Catalogue of Life.